# 交響組曲「ドラゴンクエストXI」過ぎ去りし時を求めて
『交響組曲「ドラゴンクエストXI」過ぎ去りし時を求めて』（こうきょうくみきょく ドラゴンクエストイレブン すぎさりしときをもとめて）は、『ドラゴンクエストXI 過ぎ去りし時を求めて』の音楽CDである。

## 解説
シリーズ11作目となる『ドラゴンクエストXI 過ぎ去りし時を求めて』の交響組曲である。作曲・指揮はすぎやまこういち、演奏は東京都交響楽団、コンサートマスターは矢部達哉。
「XI（無印）」に関しては作品上でシンセサイザー音源が採用されているが、2022年3月現在サウンドトラックとして発売されているのは交響組曲版のみである。
作品中に過去ナンバリングからのBGMも多く採用している本作であるが32曲の新曲もあり、これはVIIIに次いで2番目に多い。
本シリーズのサウンドトラックとしては初のハイレゾ音源が配信されている。
なお、すぎやまが2021年9月30日に逝去したため、『交響組曲「ドラゴンクエスト」』のアルバム作品は、本人指揮による新録音作品としては結果的に本作が最終となった。

## 収録楽曲
- 録音日・場所：2017年3月29日・30日 江戸川区総合文化センター／2017年5月23日 サンパール荒川

### DISC1
| No. | No. | 楽曲名              | 備考 |
| --- | --- | ------------------- | --- |
| 1   | 1   | 序曲XI              | - 前作のXからイントロ部分が変更された - I〜IIIで使用されたものをアレンジして使用 |
| 2   | 2   | 冒険のはじまり      | プロローグで使用される |
| 2   | 3   | 勇者は征く          | - クリア前（正確にはクリア後の邪神ニズゼルファ復活前）の世界のフィールド、およびネルセンの迷宮「試練の里への道」で使われる - 邪神ニズゼルファ復活後はフィールド曲が『冒険の旅（III）』となるため、一部ダンジョンを除き聞くことが出来なくなる |
| 3   | 4   | にぎわいの街並      | デルカダール城下町など『町』で流れる |
| 3   | 5   | 穏やかな村の夜      | - イシの村など『村』の夜に流れる - キャンプでも流れる |
| 3   | 6   | 穏やかな村          | ナギムナー村など『村』で流れる |
| 3   | 7   | （にぎわいの街並）  | |
| 4   | 8   | 勇者の凱旋          | イベント用BGM |
| 4   | 9   | 山奥の隠れ里        | - 開始直後のイシの村や3DS版のヨッチ村で流れる - 『勇者の凱旋』のアレンジ曲 |
| 4   | 10  | 勇者出撃            | イベント用BGM |
| 5   | 11  | 荘厳なる王宮        | - 城で流れる曲 - フルートとハープによる夜に流れる曲もあるが聴ける機会は1度しかない |
| 6   | 12  | オーレ！ シルビア！ | - シルビア関連のイベントで流れる - シンセサイザー版とオーケストラ版のアレンジでは曲調が異なる - 11Sではオーケストラ版に設定しても場面に合わせてシンセサイザー音源が使用されることがある                                                      |
| 7   | 13  | ひるまぬ勇気        | イベント戦などで通常敵以上ボス未満の敵と戦う時にはフレーズが追加されたものが使用される |
| 7   | 14  | レースバトル        | - ウマレースで使用される - すぎやまが作曲した中央競馬のGIレース出走ファンファーレがモチーフとして使用されている |
| 7   | 15  | 果てしなき死闘      | 中ボス戦で流れる曲 |
| 8   | 16  | 天空魔城            | 天空魔城とネルセンの迷宮「奈落の冥城」で使われる |
| 9   | 17  | 暗黒の魔手          | ホメロス関連のイベントなどで流れる |
| 9   | 18  | 破壊を望みし者      | - 魔王ウルノーガ第一形態、時間遡及後の魔道士ウルノーガとの戦闘時の曲 - 魔王ウルノーガが勇者の星を破壊するシーンでも使われる - 3DS版では時渡りの迷宮のボス戦でも流れる                                                                        |
| 10  | 19  | 英雄たちの帰郷      | クリア後（魔王ウルノーガ討伐後）に流れる |

### DISC2
| No. | No. | 楽曲名               | 備考 |
| --- | --- | -------------------- | --- |
| 1   | 1   | 未知なる洞窟         | グロッタ地下遺構などのダンジョンで流れる |
| 1   | 2   | 神秘へのいざない     | 天空の古戦場などのダンジョンで流れる |
| 2   | 3   | 空飛ぶ鯨             | - ケトスに乗っているときに流れる - ケトス覚醒後は『おおぞらをとぶ（III）』にBGMが変更となり、作品中で聞くことが出来なくなる |
| 3   | 4   | 騎士道を我が胸に     | シルビア関連のイベントで流れる |
| 4   | 5   | 愛のこもれび         | - ベロニカおよびセーニャ関連のイベントで流れる - ユグノア城でのイベントや命の大樹などで使用される |
| 5   | 6   | 魔法使いロウ         | - ロウ関連のイベントで流れる - ゲーム再開前のあらすじで流れる |
| 5   | 7   | 時の祭壇             | 忘れられた塔で流れる |
| 5   | 8   | 神話の里             | - 神の民の里で流れる - 『にぎわいの街並』のアレンジ版 |
| 6   | 9   | 窮地を駆ける         | イベント用BGM |
| 6   | 10  | 希望はいずこへ       | - 異変後の最後の砦（デルカダール城奪還まで）で流れる - Iの「広野を行く」のフレーズが使われている |
| 6   | 11  | 黄昏の荒野           | - ユグノア城跡や壊滅したイシの村で流れる - 他に異変後のイベントでも流れるほか、デルカダール城奪還までのフィールド曲としても使われている |
| 7   | 12  | 暗闇の回廊           | 荒野の地下迷宮などのダンジョンで流れる |
| 8   | 13  | 生死を賭けて         | - 魔王ウルノーガ第二形態&邪竜ウルナーガ、及び邪神ニズゼルファ（闇の衣をはぎ取る前）との戦闘時の曲 - ニズゼルファ戦は戦闘前のイベントから流され始め、そのまま戦闘に突入する - 3DS版と11Sではこれに加えて時の破壊者との戦闘時にも使われている |
| 9   | 14  | 過ぎ去りし時を求めて | - 邪神ニズゼルファ討伐後に流れる - 曲の構成は「そして伝説へ〜広野を行く〜果てしなき世界〜おおぞらをとぶ〜この道わが旅〜そして伝説へ」となっている                                                                                           |